# Pomachromis richardsoni
Pomachromis richardsoni là một loài cá biển thuộc chi Pomachromis trong họ Cá thia. Loài này được mô tả lần đầu tiên vào năm 1909.

## Từ nguyên
Từ định danh được đặt theo tên của nhà ngư học Robert Earl Richardson.

## Phạm vi phân bố và môi trường sống
P. richardsoni có phạm vi phân bố rộng rãi trên khắp khu vực Ấn Độ Dương - Thái Bình Dương. Tại Việt Nam, loài này được ghi nhận tại Côn Đảo và cù lao Chàm. P. richardsoni sống gần những rạn san hô và đá ngầm ở khu vực nhiều sóng, độ sâu khoảng 5–25 m.

## Mô tả
Chiều dài cơ thể tối đa được ghi nhận ở P. richardsoni là 6 cm. Cơ thể có màu xanh xám ánh bạc; đầu và lưng có màu vàng nhạt. Có một đốm trắng ở gốc vây lưng sau. Vây ngược có đốm đen ở gốc. Vây lưng và vây hậu môn có dải đen sát rìa và một đường viền mỏng màu xanh óng. Hai thùy đuôi có màu đen nổi bật; màu đen ở thùy đuôi trên lan rộng đến nửa trên của cuống đuôi.
Số gai ở vây lưng: 14; Số tia vây ở vây lưng: 12–13; Số gai ở vây hậu môn: 2; Số tia vây ở vây hậu môn: 13; Số gai ở vây bụng: 1; Số tia vây ở vây bụng: 5.

## Sinh thái học
Thức ăn của P. richardsoni là chủ yếu động vật phù du. Cá trưởng thành thường hợp thành những nhóm nhỏ và bơi gần đáy. Cá đực có tập tính bảo vệ và chăm sóc trứng; trứng có độ dính và bám vào đá hoặc san hô.